# Wyścig Portugalii WTCC
Wyścig Portugalii WTCC – runda World Touring Car Championship rozgrywana od 2007, obecnie na torze Autódromo Internacional do Algarve w Portimão w Portugalii. Pierwszy Wyścig Portugalii odbył się w 2007 na torze ulicznym Circuito da Boavista w Porto, gdzie w 1958 i 1960 było rozgrywane Grand Prix Portugalii Formuły 1. W 2008 Wyścig Portugalii został rozegrany na torze Autódromo do Estoril koło miasta Estoril. W latach 2009–2013 runda odbywała się na zmianę w Porto i Portimão. W 2015 roku ogłoszono, że wyścig odbędzie się na torze Circuito Internacional de Vila Real.

## Zwycięzcy
| Sezon | Kierowca                    | Samochód          | Zespół             | Lokalizacja | Wyniki |
| ----- | --------------------------- | ----------------- | ------------------ | ----------- | ------ |
| 2007  | Wyścig 1: Alain Menu        | Chevrolet Lacetti | Chevrolet          | Porto       | Wyniki |
| 2007  | Wyścig 2: Andy Priaulx      | BMW 320si         | BMW Team UK        | Porto       | Wyniki |
| 2008  | Wyścig 1: Rickard Rydell    | SEAT León         | SEAT Sport         | Estoril     | Wyniki |
| 2008  | Wyścig 2: Tiago Monteiro    | SEAT León         | SEAT Sport         | Estoril     | Wyniki |
| 2009  | Wyścig 1: Gabriele Tarquini | SEAT León         | SEAT Sport         | Porto       | Wyniki |
| 2009  | Wyścig 2: Augusto Farfus    | BMW 320si         | BMW Team Germany   | Porto       | Wyniki |
| 2010  | Wyścig 1: Tiago Monteiro    | SEAT León         | SR-Sport           | Algarve     | Wyniki |
| 2010  | Wyścig 2: Gabriele Tarquini | SEAT León         | SR-Sport           | Algarve     | Wyniki |
| 2011  | Wyścig 1: Alain Menu        | Chevrolet Cruze   | Chevrolet          | Porto       | Wyniki |
| 2011  | Wyścig 2: Robert Huff       | Chevrolet Cruze   | Chevrolet          | Porto       | Wyniki |
| 2012  | Wyścig 1: Yvan Muller       | Chevrolet Cruze   | Chevrolet          | Algarve     | Wyniki |
| 2012  | Wyścig 2: Alain Menu        | Chevrolet Cruze   | Chevrolet          | Algarve     | Wyniki |
| 2013  | Wyścig 1: Yvan Muller       | Chevrolet Cruze   | RML                | Porto       | Wyniki |
| 2013  | Wyścig 2: James Nash        | Chevrolet Cruze   | Bamboo Engineering | Porto       | Wyniki |
| 2015  | Wyścig 1: José María López  | Citroën C-Elysée  | Citroën Total WTCC | Vila Real   | Wyniki |
| 2015  | Wyścig 2: Ma Qinghua        | Citroën C-Elysée  | Citroën Total WTCC | Vila Real   | Wyniki |